# Dresserus nasivulvus
Dresserus nasivulvus is een spinnensoort uit de familie van de fluweelspinnen (Eresidae).
De wetenschappelijke naam van de soort werd in 1907 gepubliceerd door Embrik Strand.